# Brasil Telecom
Brasil Telecom S.A. est une entreprise brésilienne de télécommunications, fondée en 1998, dont le siège est à Brasilia.